# Kanada-Gletscher
Der Kanada-Gletscher ist ein kleiner Gletscher im ostantarktischen Viktorialand. Der Gletscher beginnt unter dem Gipfel des Mount McLennan in der Asgard Range, an dem auch der Commonwealth- und der Loftus-Gletscher beginnen, auf etwa 1900 Metern Höhe. Aus nordwestlicher Richtung kommend fließt er dann westlich des Fryxellsees in das Taylor Valley, wo er nur wenige Meter über dem Meeresspiegel endet. Er bildet die östliche Grenze des kleinen Hoaresees.
Der Kanada-Gletscher wurde von der britischen Terra Nova Expedition unter Sir Robert Falcon Scott (1910–1913) kartografiert. Der Name stammt von dem kanadischen Physiker Charles Wright, der ein Mitglied der Gruppe gewesen war, die diese Gegend erkundete.